# Basmili
Basmili (staroturško 𐰉𐰽𐰢𐰞, latinizirano: Basmïl, kitajsko: 拔悉蜜/密/彌; pinjin: Báxīmì/mì/mí, kitajska izgovorjava: [*bˠɛt̚-siɪt̚-miɪt̚/mˠ iɪt ̚/ miᴇ], tudi 弊剌, Bìlà) so bili turško nomadsko pleme iz 7. do 8. stoletja, naseljeno večinoma v  Dzungariji na severozahodu današnje Kitajske. 
Basmili, prvotno gozdni ljudje, so sčasoma pridobili pomen in od 6. stoletja igrali vidno vlogo v turški politiki. Leta 742 so celo  strmoglavili dinastični klan Drugega turškega kaganata in za kratek čas s pomočjo Karlukov in Ujgurov sami vladali v kaganatu, dokler se zaveznika nista obrnila proti njim.  
Basmilski vrhovni voditelji so prvi uporabili naslov idik-kut namesto naslova kagan. Idik-kut so se naslavljali tudi ujgurski vladarji Turpana. Naslov je sestavljen iz dveh delov: "Ïdïq/idik" pomeni "[iz nebes] poslano, sveto", "kut/qut" pa "milost" ali "blagoslov".
Leta 720 naj bi bil dinastični klan Basmilov skoncentriran v protektoratu Beiting blizu Gučenga (Qitai) v pogorju Bogda Šan, in naj bi bil iz klana Ašina (kitajsko: 突厥; pinjin: Tu-jue).
Mahmud al-Kašgari, zgodovinar iz 11. stoletja,  omenja Basmile kot eno od desetih prominentnih turških plemen, naseljenih vzhodno od Bizantinskega cesarstva do meja Kitajske:
1. Pečenegi
2. Kipčaki
3. Oguzi
4. Jemeki
5. Baškirji
6. Basmili
7. Čaji
8. Jabakuji
9. Tatari
10. Jenisejski Kirgizi

Basmili so morda predniki Arginov iz Srednjega Juza v sodobnem Kazahstanu. Marco Polo jih je v 13. stoletju omenil kot "Argone" v državi  "Tenduk" (okoli Kuku-Kotana ali današnjega Hohhota). Polo je poročal, da so Argoni pleme, ki je "izšlo iz dveh različnih ras: iz rase malikovalcev Tenduka in … muslimanov. Moški so lepši od drugih domorodcev v državi,  bolj sposobni pridobiti avtoriteto in trgovci s kapitalom".

## Vera
Širjenje in zaton nestorjanstva v Srednji Aziji je predmet polemik. Od 5. stoletja dalje naj bi bili nestorjanski škofi prisotni v Mervu in Heratu. V tistem času so bili v trgovanju od Kitajske do Provanse dejavni krščanski in judovski trgovci, ker ideološke in politične doktrine turškega kaganata niso dopuščale tujih religij pa je bilo širjenje krščanstva v kaganatu omejeno. Krščanske ideje so sprejeli samo nekateri džungarski Turki, tesno povezani s karavanskimi potmi in trgovskimi mesti. 
Padec Drugega turškega kaganata je omogočil in spodbudil pokristjanjevanje. Basmili naj bi sprejeli krščanstvo, ko so pridobili dele kaganata. Krščanstvo so očitno sprejeli tudi nekateri Karluki in Ujguri. 
Ko se je leta 752 razplamtela nova vojna med Ujguri in Turgeši, je protiujgurska koalicija združila Basmile, Turgeše in zagovornike "svete Trojice".
V 13. stoletju je Marco Polo na ozemlju "Argonov" omenjal le prisotnost malikovalstva in islama.